# Amphidorylaimus infecundus
Amphidorylaimus infecundus är en rundmaskart. Amphidorylaimus infecundus ingår i släktet Amphidorylaimus och familjen Dorylaimidae. Inga underarter finns listade i Catalogue of Life.